# 月面基地前
月面基地前（げつめんきちまえ）は、アダルトゲームブランドTerraLunarの製作チーム、及び、株式会社ミスリルのアダルトゲームブランド。現在は活動を停止している。

## 概要
『しすたぁエンジェル』及び『ロケットの夏』を製作した連悠太、foca、DAI、の三人がチーム名として月面基地前を2003年頃から名乗りはじめ、『らくえん〜あいかわらずなぼく。の場合〜』を製作後、2005年1月にTerraLunarから独立し同名のブランドを立ち上げた。
独立後、2005年9月に『月面基地前プレミアムBOX Vol.1 ロケットの夏編』を発売。続いて第二弾として『月面基地前プレミアムBOX Vol.2 らくえん編』の製作を発表し、2006年春にはデモムービーや製作者対談など販促用Webコンテンツを公開「（2006年）初夏発売予定」とした。しかし正式な告知のないまま夏を過ぎても製品は発売されず、公式サイトは更新を停止、閉鎖された。以降、月面基地前としての活動は停止している。
スタッフの一人であるfocaは、2007年現在マブラヴ オルタネイティヴ トータル・イクリプスでシナリオを執筆している。

## 作品一覧

### TerraLunarブランド
- 2002年3月1日 - しすたぁエンジェル
- 2002年10月11日 - ロケットの夏
- 2004年6月25日 - らくえん〜あいかわらずなぼく。の場合〜

### 月面基地前ブランド
- 2005年9月22日 - 月面基地前プレミアムBOX Vol.1 ロケットの夏編
- 発売未定 - 月面基地前プレミアムBOX Vol.2 らくえん編